# Atelier-appartement de Suzanne Valadon et Maurice Utrillo
Pour les articles homonymes, voir Suzanne Valadon et Maurice Utrillo.
L'atelier-appartement de Suzanne Valadon et Maurice Utrillo est un atelier d'artiste, situé dans le 18e arrondissement de Paris, où vécurent de nombreux artistes peintres dont Suzanne Valadon et son fils Maurice Utrillo, entre 1912 et 1926. Il est reconstitué d'époque et transformé depuis 2014 en musée-atelier d'artiste-appartement par le musée de Montmartre,,.

## Histoire

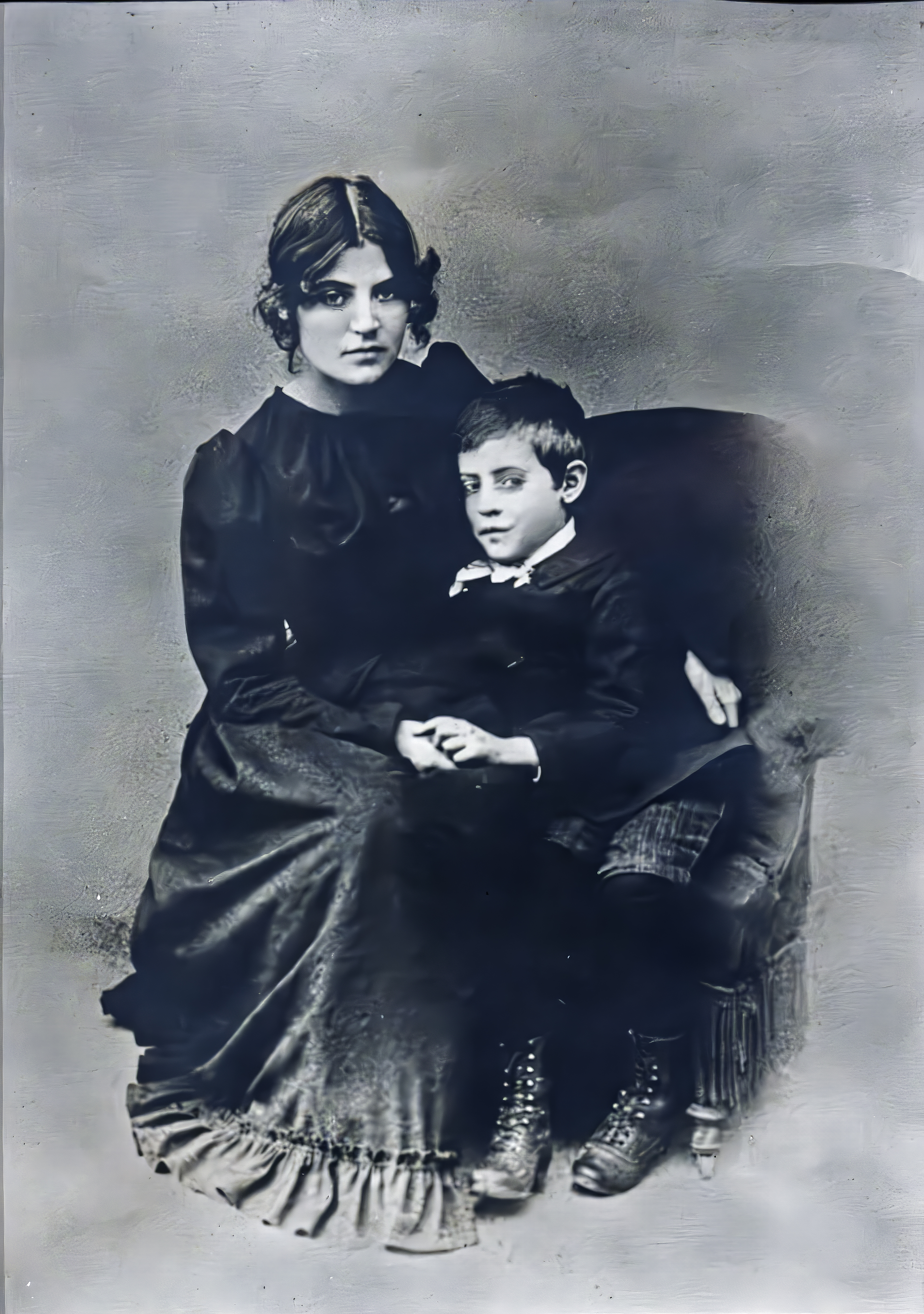
Suzanne Valadon et son fils Maurice Utrillo, vers 1890

Ce logement-atelier d'artiste parisien du XIXe siècle, du 12 rue Cortot, est érigé au cœur de Montmartre, ancien-haut lieu (qui n’existe plus) de vie d'artistes-peintres et de vie de bohème du XIXe siècle,,, celui entre autres de la chanson La Bohème de 1965 de Charles Aznavour.
Il est voisin du musée de Montmartre, de la vigne de Montmartre, de la place du Tertre, de la basilique du Sacré-Cœur, à deux pas de l'atelier d'artiste d'Auguste Renoir, du logement d'Erik Satie (Musée-Placard d'Erik Satie), des moulins et des cabarets-guinguettes du quartier, dont les célèbres Au Lapin Agile, Le Chat noir, Moulin de la Galette, ou encore de la cité d'artistes du Bateau-Lavoir...
Il est occupé successivement en particulier par les peintres Othon Friesz, Raoul Dufy et Émile Bernard, et par les écrivains Léon Bloy et Pierre Reverdy...

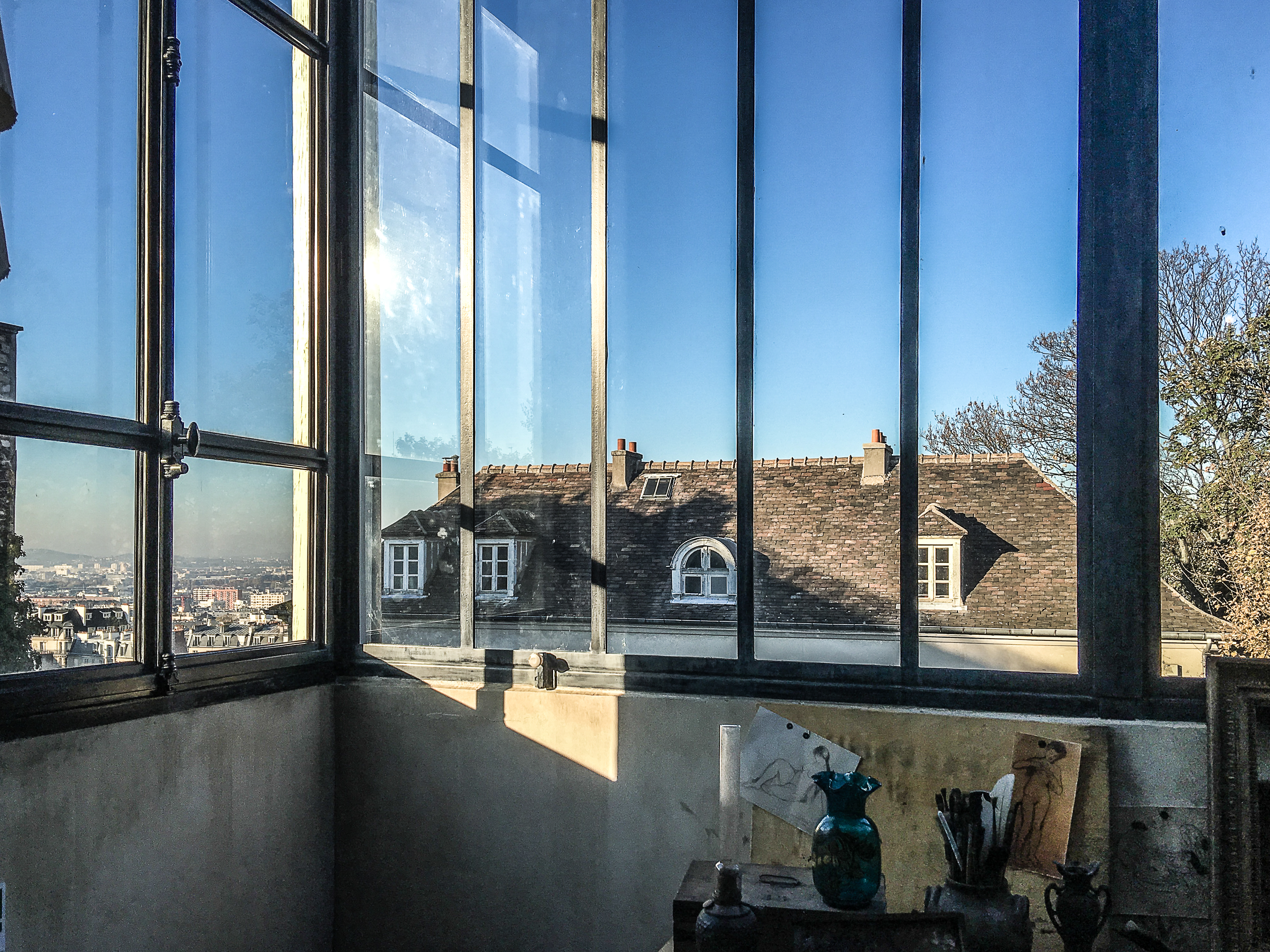
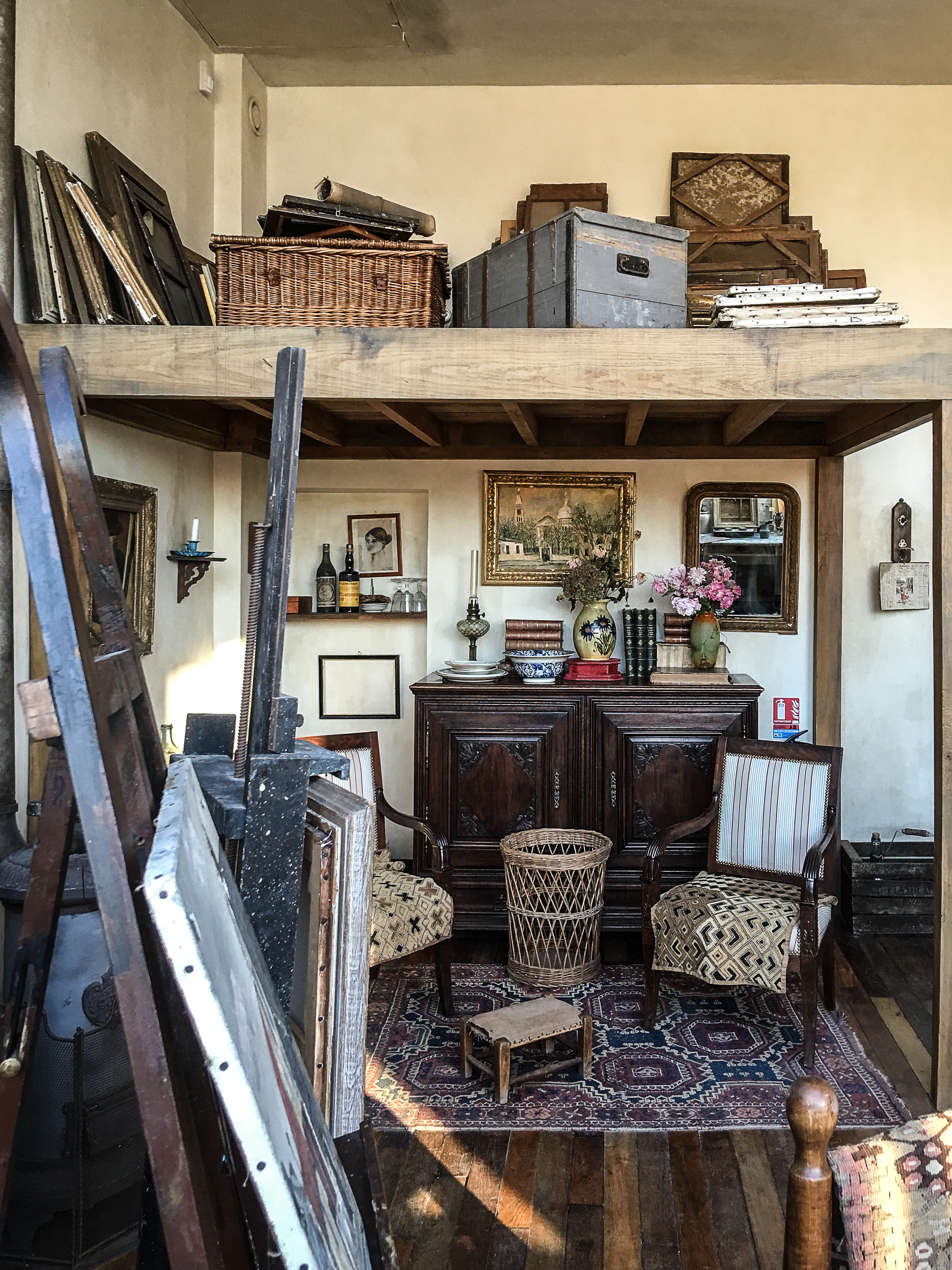
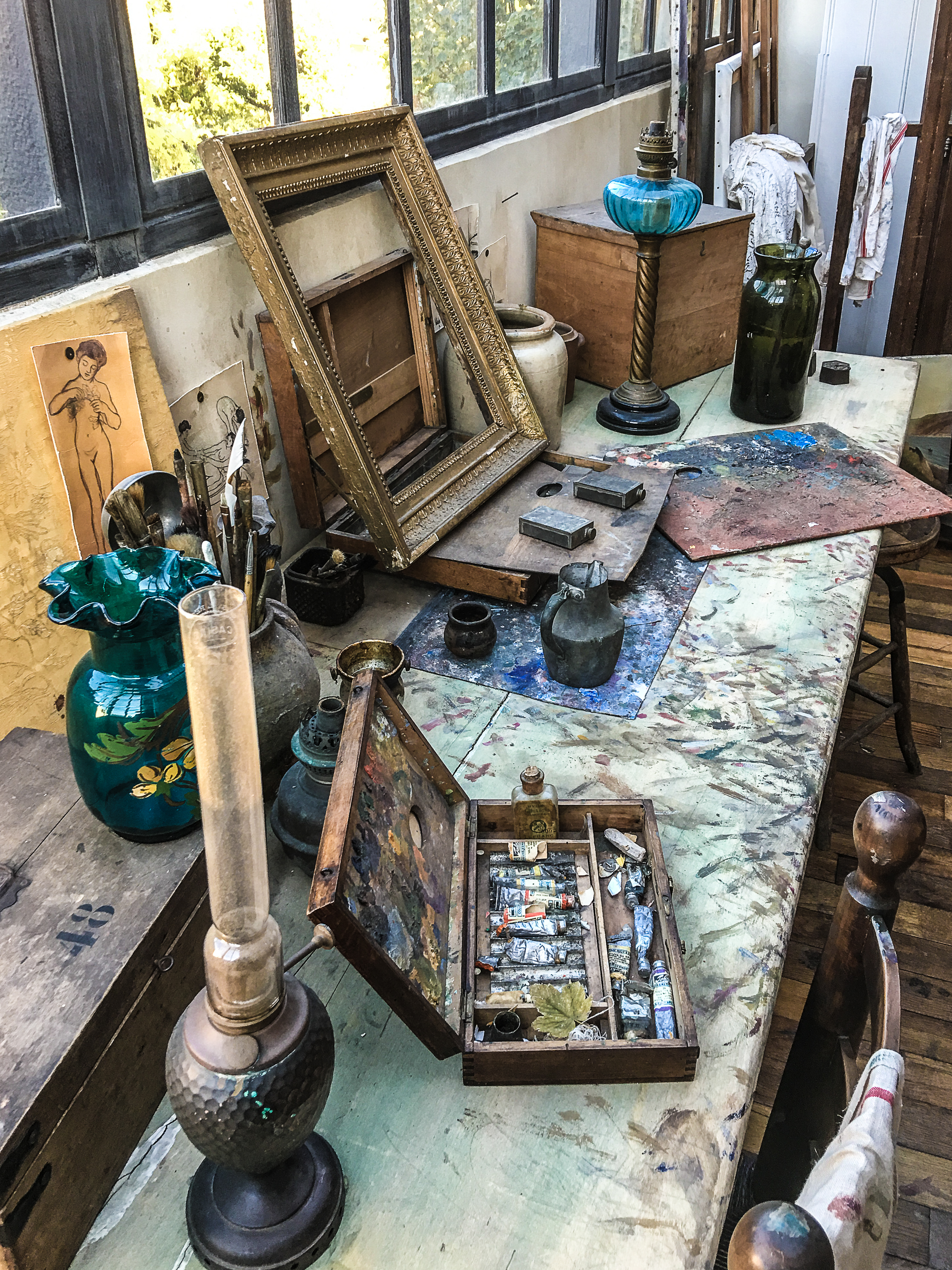
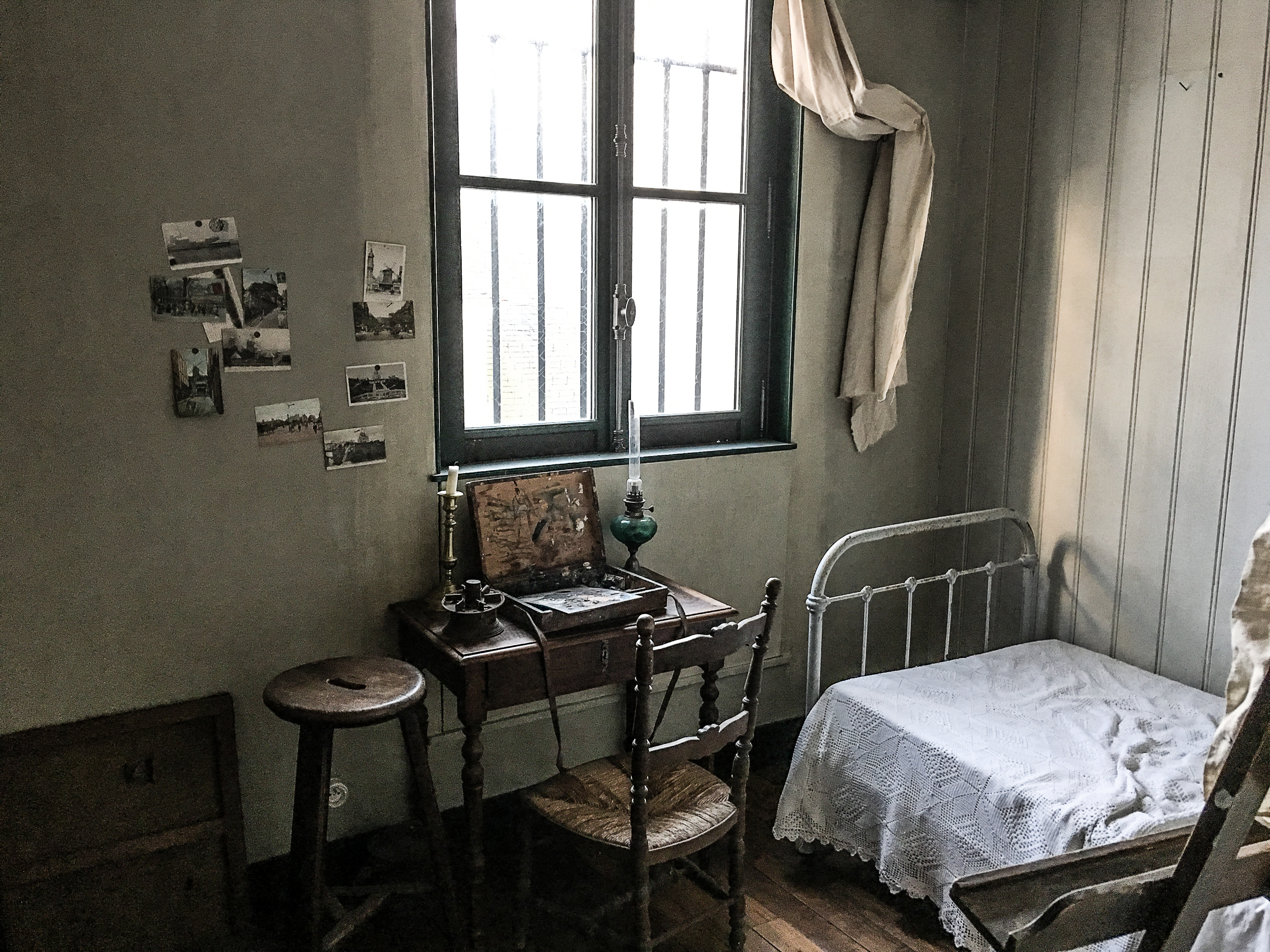

Suzanne Valadon est une des figures artistiques de Montmartre du XIXe siècle, modèle en particulier des peintres Henri de Toulouse-Lautrec, Auguste Renoir, Vincent van Gogh, Pierre Puvis de Chavannes, et Modigliani..., puis artiste-peintre elle-même, encouragée par Edgar Degas. Elle s’installe une première fois dans cet atelier-d'artiste en 1898, avant d’y revenir en 1912 avec son fils Maurice Utrillo (futur peintre) et son jeune époux André Utter, pour y vivre jusqu’en 1926, y peignant quelques-unes des principales toiles de son œuvre.

## Musée
Après la disparition d'André Utter en 1948, l’atelier reste à l’abandon pendant plusieurs décennies, avant d'être reconstitué d'origine par des mécènes du musée de Montmartre, et d'être inauguré en logement-atelier d’artiste-musée en octobre 2014,. Ce lieu expose de nombreuses œuvres de Suzanne Valadon, dans un décor chargé d'histoire de matériels de peintre, de photographies, de meubles et d'objets d'époque... avec vue imprenable par ses vastes baies vitrées sur le jardin  Renoir,,.